# リュサンドロス (監督官)
リュサンドロス（希：Λύσανδρος、アルファベット表記：Lysandros、英：Lysander、紀元前3世紀、生没年不明）は紀元前3世紀スパルタの政治家である。
リュサンドロスはリュビスの子で、市民のうちで名望高い人物であるとされており、またペロポネソス戦争で活躍した提督リュサンドロスの子孫でもあった。
リュサンドロスはスパルタの改革を目指す王アギス4世に味方し、その働きかけにより紀元前243年に監督官になった。リュサンドロスは長老会（ゲルーシア）に債務帳消し、土地の再分配、ペリオイコイの一部のスパルタ市民への編入といった改革案を提出したが、長老会では意見の一致を見なかったため、彼は市民に提案し、支持を得た。翌年に任期を終了した後、債務帳消しと土地の再分配といったリュサンドロスの改革案は保守派によって違法と断ぜられ、同僚の監督官だったマンドロクレイダスと共に告訴された。リュサンドロスはマンドロクレイダスと共にアギスともう一人の王クレオンブロトス2世に一致団結して保守派に抗するよう忠告し、アギスの反対者であった王レオニダス2世を追放させた。ところが、紀元前241年にアギスはレオニダスのクーデターによって捕えられて殺され、その改革は失敗に終わった。それ以降リュサンドロスがどうなったかは不明である。

## 註
1. ↑  プルタルコス, 「アギス」, 6
2. ↑  パウサニアス, III, 6, 7
3. ↑  プルタルコス, 「アギス」, 8-9
4. ↑  プルタルコス, 「アギス」, 12